# Dioctria fuscipes
Dioctria fuscipes là một loài ruồi trong họ Asilidae. Dioctria fuscipes được Macquart miêu tả năm 1834.